# سفين آك نيلسون
سفين آك نيلسون (بالسويدية: Sven-Åke Nilsson)‏ مواليد 13 سبتمبر 1951 في مالمو، هو دراج سويدي سابق. سبق أن شارك في دورة الألعاب الأولمبية الصيفية.

## سجل النتائج

### سباقات أو مراحل فاز بها
- بطولة العالم لسباق الدراجات على الطريق

### المراكز
- حقق المركز الـ 14 في سباق طواف فرنسا 1982

## روابط خارجية
- سفين آك نيلسون على موقع أرشيف الدراجات (الإنجليزية)
- سفين آك نيلسون على موقع إحصائيات الدراجات الإحترافية (الإنجليزية)
- سفين آك نيلسون على موقع CycleBase (الإنجليزية)
- سفين آك نيلسون على موقع أوليمبيديا (الإنجليزية)
- سفين آك نيلسون على موقع اللجنة الأولمبية السويدية (السويدية)